# Mario Agüero
Mario Felipe Agüero Medrano (Camagüey, 1º maggio 1924 – Winchester, 22 giugno 2001) è stato un cestista cubano.

## Carriera
Ha disputato sei partite ai Giochi della XIV Olimpiade segnando 29 punti con un massimo di 9 contro il Messico.